# ملیتا برونر
ملیتا برونر (انگلیسی: Melitta Brunner؛ ۲۸ ژانویهٔ ۱۹۰۷ – ۲۶ مهٔ ۲۰۰۳) اسکیت‌باز نمایشی اهل اتریش بود.